# ماریا ورشور
ماریا ورشور (انگلیسی: Maria Verschoor؛ زادهٔ ۲۲ آوریل ۱۹۹۴) ورزشکار فوتبال آمریکایی اهل پادشاهی هلند است.
وی در مسابقات کشوری و بین‌المللی در مجموع برندهٔ ۳ مدال طلا، ۱ مدال نقره شده‌است.